# 中国東方航空5210便墜落事故
中国東方航空5210便墜落事故（ちゅうごくとうほうこうくう5210びんついらくじこ、中国語:中國東方航空5210號班機）とは、中華人民共和国で発生した航空事故である。

## 事故の概要
中国東方航空5210便はCRJ-200（カナダ、ボンバルディア・エアロスペース社製双発リージョナルジェット、機体記号:B-3072、2002年製造）で運航されていた。内モンゴル自治区の包頭から上海虹橋国際空港に向かう国内便であった。
2004年11月21日午前8時20分（現地時間）に予定よりも15分早く包頭空港から離陸したが、離陸してから1分後の午前8時21分ごろに空港から2km離れた包頭市内の南海公園にある凍結した浅い湖に墜落した。墜落直前のコックピットボイスレコーダーには機長の「どういうことだ」という言葉が残されていた。
この事故で5210便に搭乗していた乗員6名（運航乗務員3名、客室乗務員2名、航空保安員1名）乗客47名全員と公園にいた2名の55名が死亡した。
事故により湖畔の家屋が損傷を受けたほか公園の設備も損傷し、湖畔に停泊中のヨットが焼損した。なお事故機は中国東方航空雲南公司（元の中国雲南航空"China Yunnan Airlines"）が保有していたもので中国東方航空にリースしていた。また中国東方航空は事故機と同型機6機を事故当日から事故原因が解明されるまで運航を停止すると発表した。また包頭から上海への便はCRJ-200が運航停止になったため欠航が続いていたが、2005年1月1日から中国東方航空山西公司がボーイング737を投入して再開された。

## 事故原因
目撃者によると事故機は低高度で飛行しながら不安定に揺れ始め、尾部から地面に接触し黒煙を吐いて大音響と共に爆発炎上したという。事故により湖面も含む現場一帯は火の海になっており、周辺の建物も爆発の衝撃波で窓ガラスが割れるなどの被害を受けた。そのため、事故機は何らかの原因で離陸上昇が出来ずそのまま地上に接触したと疑われた。これは事故当日の天候は快晴であったが、気温が零度以下であったため、燃料が凍結したためと見られていた。また当局は人為的な破壊を示す証拠はないとしてテロの可能性を否定した。
2005年5月26日に、事故調査をしていた民航総局の楊元元局長は、事故原因として不適切な機体の管理によって墜落したと発表した。事故機は強い寒さの中で包頭空港に一晩中置かれていた。しかし事故機は運航開始前に防氷装置を作動させていなかった。そのため翼は朝霜が凍ってこびりついていたため着氷していた。着雪・着氷により著しく翼の空気力学的な性能を低下させたために、機体制御を失い離陸上昇が出来ず墜落に至ったとの結論であった。